# Edmund Dummer
Pour les articles homonymes, voir Dummer.
Edmund Dummer (1651-1713) est considéré par les historiens comme le père de la modernisation de la construction navale et de la Marine britannique dans les années 1690, à une époque où il s'agit du principal secteur industriel, et le créateur du premier service de courrier transatlantique régulier.
Edmund Dummer fut superviseur de la Royal Navy britannique entre 1692 et 1699, période au cours de laquelle la marine a été contrainte de s'agrandir, sur fond de guerres en Irlande et contre la France de Louis XIV, alors deux fois et demie plus peuplée, en particulier la Guerre de la Ligue d'Augsbourg. La construction navale fut alors développée et complètement rationalisée, en imposant aux constructeurs des formats standards, visés par le parlement, pour les bateaux et pour leurs composants, afin de les rendre interchangeables.

## Biographie
Fils du gentleman farmer Thomas Dummer (1626-1710), doté d'une formation de charpentier, Edmund Dummer n'était pas à l'origine un marin mais il a travaillé pour le compte de la Royal Navy dès l'âge de 17 ans. Dans les années 1680, il entreprend une visite des grands ports de Méditerranée (Toulon, Marseille, Gênes, Venise, Pise et Gibraltar) et prend note des procédés utilisés, se déclarant particulièrement impressionné par l'arsenal de Venise.
En 1689, il reçoit l'ordre de se rendre à Plymouth, chantier déjà actif, pour sélectionner un site pour bâtir une nouvelle cale sèche, pour laquelle il passe contrat avec Robert Waters en 1690, après avoir choisi le site de Point Forward. Edmund Dummer, assisté de son ami le capitaine Thomas Wiltshaw, a également exigé une meilleure gestion de l'espace et un recours accru aux plans de construction. Il a utilisé les innovations d'ingénieurs comme Thomas Savery, par ailleurs inventeur de la machine à vapeur, même s'il en a refusé certaines. 
C'est sous sa direction que les chantiers navals de cale sèche de Portsmouth et Plymouth se sont développés, la valeur du premier étant triplée en dix ans selon ses propres calculs. Portsmouth, proche d'une forêt et relié à Londres par le réseau fluvial, se voit octroyer en 1690 par le parlement anglais la construction d'un grand chantier naval, avec une cale sèche et deux cales humides, sur les dessins de Dummer, qui recourt à la brique pour la construction. À Plymouth, chantier plus ancien, le site est agrandi en 1690 puis complètement réorganisé par Dummer en 1694 pour une efficacité maximum.
L'étude de 18 ports du sud de l'Angleterre susceptibles d'accueillir des chantiers navals, qu'il a ensuite rédigée en 1698, riches de nombreuses cartes, graphiques et statistiques, avec l'aide des capitaines James Conaway, Thomas Wiltshaw et William Cruft, est une source d'informations précieuses sur l'état de la marine anglaise à cette époque. Parmi les 18 ports figure celui d'Arundel, sur la rivière Arun, dont il est le député.
Edmund Dummer est par ailleurs l'instigateur du premier service régulier de courrier postal transatlantique, instauré en 1702, et qui a remplacé le recours occasionnel à des navires effectuant la traversée. Il propose ce nouveau service à l'orateur de la chambre des communes, alors que la guerre de Succession d'Espagne se profile. Il propose que ce service soit assuré par quatre navires de 130 tonnes chacun, partant tous les mois pour un voyage circulaire de quatre mois reliant cinq destinations outre-atlantique. L'amirauté propose de réduire le nombre de destinations à trois ensembles : Barbade et Antigua, Jamaïque et Nevis, et le continent (Caroline, Virginie, Nouvelle-Angleterre et Pennsylvanie). Le premier bateau-courrier a rapporté environ 1 500 lettres privées et une somme de 56 sterling. Deux ans plus tard, la recette était multipliée par six avec 8 500 lettres, mais le service était toujours déficitaire, et recevait le soutien du Post Office britannique.